# Ali Mansur
Pour les articles homonymes, voir Ali Mansour.
Ali Mansur (en persan : علی منصور), né en 1890 à Téhéran et mort en 1974, également connu sous le nom de Mansour al Molk, est Premier ministre d'Iran.
Il est gouverneur des provinces du Khorassan et de l'Azerbaïdjan. Il a également été ambassadeur d'Iran en Italie, au Vatican et en Turquie.
Il est six fois ministre et deux fois Premier ministre. Il est le père de Hassan Ali Mansour.